# Arnaud Goma
Pour les articles homonymes, voir Goma (homonymie).
Arnaud Goma, de son nom complet Arnaud Goma-Okadina, est un prêtre catholique de la communauté du Chemin Neuf. Originaire de la République du Congo, il effectue ses études en Belgique et en France, est ordonné en 2004 dans ce dernier pays, et y exerce son ministère. Il se faît connaître lors des années 2000 et 2010 par la publication de plusieurs essais, autobiographiques ou non.

## Biographie
Arnaud Goma naît en 1975 à Pointe-Noire, d'un père administrateur d'une société minière et d'une mère infirmière. Il commence son séminaire au Congo, puis arrive en France en 1996, à l'âge de vingt-deux ans. Il y suit, ainsi qu'en Belgique, des études de philosophie et de théologie à l'issue desquelles il est ordonné prêtre le 11 janvier 2004. Tout d'abord nommé vicaire à Sophia-Antipolis. En 2009, il est nommé vicaire, puis en 2011 curé de Saint-Denys de la Chapelle, dans le XVIIIe arrondissement de Paris ; il est le premier curé africain de la capitale,,,.

## Œuvre
- Arnaud Goma-Okadina, C'est écrit noir sur blanc : de la vie à la vie, Nice, Bénévent, 2007, 1816 p. (ISBN 978-2-7563-0486-1, OCLC 470528427) ;
- Arnaud Goma-Okadina, Force et puissance de Harry, Nice, Bénévent, 2007, 136 p. (ISBN 978-2-7563-0749-7, OCLC 470712422) ;
- Arnaud Goma-Okadina, Mon retour aux berceaux, Nice, Bénévent, 2009, 132 p. (ISBN 978-2-7563-1503-4, OCLC 762531019) ;
- Arnaud Goma-Okadina, Arnaud, premier curé noir de Paris : récit, Paris, Nouvelle Cité, 2013, 136 p. (ISBN 978-2-85313-693-8, OCLC 1041253039).